# Kerkaszentkirály
Kerkaszentkirály (kroatisch Kralevec) ist eine ungarische Gemeinde im Kreis Letenye im Komitat Zala.

## Geografische Lage
Kerkaszentkirály liegt an dem Fluss Kerka, ein Kilometer nördlich der Grenze zu Slowenien. Nachbargemeinden sind Dobri und Muraszemenye.

## Sehenswürdigkeiten
- Kiessee (kavicsbányató)
- Kövi-Csík-Naturlehrpfad (Kövi csík tanösvény)
- Römisch-katholische Kirche Segítő Szűzanya, erbaut 1903
- Weltkriegsdenkmal mit Gedenkstelen (I-II. világháborús emlékmű az elesett katonák fejfáival)

## Verkehr
Durch Kerkaszentkirály führt die Nebenstraße Nr. 15151, nördlich der Gemeinde verläuft die Autobahn M70. Der nächstgelegene Bahnhof befindet sich 17 Kilometer nördlich in der Stadt Lenti.